# Aldo Cosentino
Aldo Cosentino (Velletri, 17 giugno 1940) è un dirigente d'azienda italiano.
Direttore generale della pubblica amministrazione, è stato in servizio presso il Ministero dell'ambiente e della tutela del territorio e del mare.

## Biografia
Dopo la maturità classica e la laurea in giurisprudenza è entrato nella pubblica amministrazione, inizialmente con il Ministero della pubblica istruzione, passando in seguito nelle Ferrovie dello Stato e poi nel Ministero dei trasporti.
Ha ricoperto vari incarichi ad alto livello nel Ministero dei trasporti, tra cui anche quello di capo del personale delle Ferrovie, ed è stato per 15 anni rappresentante delle Ferrovie nel consiglio di amministrazione della Compagnia Italiana Turismo (CIT)occupandosi di accordi aerei con il Sud America, l'Australia e l'Europa.
Passato nel 1991 all'allora Ministero dell'Ambiente da poco creato, come Componente della commissione tecnico-scientifica di valutazione dei progetti, dal maggio del 1998 fino al pensionamento è stato a capo della Direzione per la Protezione della Natura, che accorpa l'ex servizio conservazione della natura e l'ex Ispettorato generale per la difesa del mare del soppresso Ministero della marina mercantile.

## Competenze attuali

### Dirigente ministeriale
Aldo Cosentino è stato per circa 10 anni responsabile delle politiche di protezione della natura italiane, del Sistema nazionale delle aree protette, della difesa del mare e delle coste dagli inquinamenti accidentali e dei rapporti con i principali accordi e convenzioni internazionali, europei e mediterranei per la difesa dell'ambiente e della biodiversità. È stato infatti il Focal Point Nazionale per:
- la Convenzione sulla diversità biologica;
- la Convenzione di Bonn
- la Convenzione di Berna
- la Convenzione di Barcellona
- la Convenzione di Ramsar
- l'Accordo trilaterale per la protezione dell'Adriatico (Italia, Croazia e Slovenia)
- l'accordo Ra.Mo.Ge per la tutela dell'alto Tirreno (Italia, Francia e Principato di Monaco)
- la rete europea Natura 2000

È stato inoltre il presidente del Comitato nazionale dell'IUCN per l'Italia e focal point dell'iniziativa globale Countdown 2010 che si propone di fermare la perdita di biodiversità entro il 2010, in adempimento agli Obiettivi di Sviluppo del Millennio che si è data l'Assemblea generale delle Nazioni Unite.
Aldo Cosentino è stato responsabile tecnico/scientifico, sotto la guida del ministro dell'ambiente Stefania Prestigiacomo, della sessione biodiversità del G8 Ambiente di Siracusa, ove è stata approvata la Carta di Siracusa sulla biodiversità, poi fatta propria dal Summit G8 dell'Aquila e supportata da tutti i capi di Stato, di governo e delle organizzazioni internazionali presenti.
È stato anche membro del consiglio di amministrazione dell'Ispra.

### Commissario alle Cinque Terre
Il 30 settembre 2010 è stato nominato dal ministro Prestigiacomo commissario del Parco Nazionale delle Cinque Terre, incarico che ha mantenuto fino alla sua revoca, da parte della stessa Prestigiacomo, il 10 novembre 2011. Fu sostituito dall'ex prefetto della Spezia, Vincenzo Santoro, non senza polemiche. Pochi mesi più tardi è accusato dall'assessore regionale Enrico Vesco di aver sostenuto spese eccessive in consulenze durante il suo mandato e nella sua replica denuncia tutte le mancanze degli amministratori locali nei confronti del Parco nazionale delle Cinque Terre.

## Onorificenze

### Onorificenze straniere
Inoltre al Cosentino nel 2006, è stato poi conferito dal Segretariato dell'iniziativa Countdown 2010 il titolo di ambasciatore, per il suo impegno a livello internazionale nella difesa dell'ambiente e la tutela della biodiversità.